# Тутмос III
Тутмос III је шести фараон XVIII династије. Владао је Египтом од 1479. године п. н. е. до 1425. године п. н. е. Син Тутмоса II и мајке, краљице Асет или Исис.
Званично је Тутмос III владао Египтом скоро 54 године, вероватно од 24. априла 1479. године п. н. е. до 11. марта 1425. године п. н. е. Ту су убројане 22 године у којима је био корегент жене-фараона Хатшепсут, своје маћехе и стрине. Током последње две године владавине, именовао је свога сина Аменхотепа II као младог сувладара. Тутмос III је сахрањен у Долини краљева, као и остали фараони из овог периода историје старог Египта.
Имао је осам жена: Меритре - Хатшепсут, Ситијах, Небту, Нефруру, Менви, Мерти, Менхет, Небсеми, пет кћерки: Нефертири, Небетиунет, Бакетамун, Изет, Мерјетамун и четири позната сина:
- Аменхотепа II
- Аменемхата
- Сиамуна
- Менхепере

## Имена
Менхепер-ре Тхутмосе Неферкхеперу
- Менхепер-ре - Трајна је објава Ра
- Тутмосе - Тот је рођен
- Неферхеперу - Обликован у лепоти

## Историја
Када је, 1470. године п. н. е. фараон Тутмос II умро, Тутмос III је био дечак, па је његова маћеха, а била му је и стрина - Хатшепсут постала регент. Хатшепсут је била регент само две године, а онда је 1472. године п. н. е. себе прогласила краљицом и владала је све до 1477. године. п. н. е. За време њене владавине, млади Тутмос III је био у сенци своје тетке, и највероватније је, а то је доказао својим војним вештинама када је ступио на престо Египта, највећи део своје младости провео са војском, јер је у то време Египат био уздрман унутрашњим сукобима - велики број локалних велможа је потпао под утицај великог Митанског краљевства, и борбама са суседним краљевствима - губитак контроле над територијом Либана и Сирије.
Хатшепсут је, док је владала Египтом, увек била одевена као мушкарац, а њена владавина је обележена мирољубивом спољном политиком и изузетним грађевинским подухватима. Хатшепсут је водила и поморску експедицију у Пунт, а са тог путовања је у Египат довела многе егзотичне животиње и биљке - мајмуне, тамијан...
После њене смрти на престо долази њен посинак Тутмос III, 1479. године п. н. е. који је био највећи ратник у египатској историји, освајач, организатор и генерал који никада није изгубио битку, тако да су га египтолози називали и Наполеон древног Египта. За време његове владавине египатско царство је постало највеће у својој историји, а он је, своје најзначајније битке исликао у Свечаној дворани храма у Карнаку.

## Тутмосови ратни походи
Тутмос III, кога историчари сматрају војним генијем, спровео је најмање 16 кампања у 20 година. Он је био активни експанзионистички владар, понекад називан највећим освајачем Египта или „египатским Наполеоном.“ Забележено је да је током своје владавине заузео 350 градова и током познатих војних кампања освојио велики део Блиског истока од Еуфрата до Нубије. Он је био први фараон након Тутмоса I који је прешао Еуфрат, чинећи то током кампање против Митанија. Записи његове кампање преписани су на зидове храма Амона у Карнаку и сада су преписани у Уркунден IV. Он се конзистентно сматра једним од највећих египатских фараона ратника који је Египат претворио у међународну велесилу стварајући царство које се протезало од азијских региона јужне Сирије и Канана на истоку, до Нубије на југу. Мање је познато да ли је Египатско царство покривало још више подручја. Старији египтолози, и недавно Ед Мејер, веровали су да је Тутмос такође покорио острва Егејског мора. Ово се у данашње време више не може подржати. Потчињавање Месопотамије је незамисливо; а да ли су данци Алашије (Кипра) били више од повремених поклона, остаје упитно. У већини његових похода, његови непријатељи су поражавани од града до града све док се не би потчинили. Преферентна тактика била је потчињавање једног много слабијег града или државе, што је резултирало предајом сваке фракције док се не би постигла потпуна доминација.

### Прва кампања
Када је Хатшепсут умрла 10. дана шестог месеца 21. године Тутмоса III, према информацијама из једне стеле из Арманта, краљ Кадеша је покренуо своју војску ка Мегиду. Тутмос III је окупио своју војску и напустио Египат, прошавши кроз граничну тврђаву Тјару (Силе) 25. дана осмог месеца. Тутмос је марширао са својим трупама кроз обалску равницу све до Јамније, затим у унутрашњост до Јехема, малог града близу Мегида, до којег је стигао средином деветог месеца исте године. Битка код Мегида која је уследила вероватно је била највећа битка од 17 Тутмосових похода. Гребен планина који стрши у унутрашњост од планине Кармел стајао је између Тутмоса и Мегида, и постојала су три потенцијална пролаза. Северни и јужни пролаз, који су оба обилазили планину, његово ратно веће је оценило као најсигурније, али Тутмос је, на делу велике храбрости (или се бар тако хвалио, при чему је такво самохвалисање било нормално у египатским текстовима), оптужио савет за кукавичлук и кренуо опасним путем кроз планински превој Аруна, за који је тврдио да је био довољно широк само да војска прође „коњ за коњем и човек за човеком“.
Упркос похвалној природи Тутмосових анала, такав пролаз заиста постоји, иако не тако узак као што Тутмос указује, и његова одлука је био бриљантан стратешки потез јер када је његова војска изашла из пролаза, они су се налазили на равници Есдралона, директно између полеђине Хананских снага и самог Мегида. Из неког разлога, хананске снаге га нису напале кад се његова војска појавила, и његова војска их је одлучно разбила. Величину ове две силе је тешко одредити, али ако се, као што Редфорд сугерише, време потребно за кретање војске кроз пролаз може користи за одређивање величине египатских снага, и ако се број заплењених оваца и коза могу користити за одређивање величине хананских снага, тада су обе војске имале око 10.000 људи. Већина научника сматра да је египатска војска била бројнија. Према Хали аналима Тутмоса III у Амоновом храму у Карнаку, битка се одиграла „23. године, I Шему [дан] 21, тачног дана празника младог месеца“, лунарног датума. Овај датум одговара 9. мају 1457. п. н. е. на основу приступања Тутмоса III 1479. п. н. е. После победе у бици, његове трупе су се зауставиле да опљачкају непријатеља и непријатељ је успео да побегне у Мегидо. Тутмос је био принуђен да опседа град, али је коначно успео да га освоји после опсаде од седам или осам месеци (погледајте битку код Мегида (15. век пне)).

## Датуми и дужина владавине
Тутмос III је владао од 1479. п. н. е. до 1425. п. н. е. према нижој хронологији старог Египта. То је била конвенционална египатска хронологија у академским круговима од 1960-их, иако се у неким круговима преферирају старији датуми од 1504. п. н. е. до 1450. п. н. е. из више хронологије Египта. Ови датуми, баш као и сви датуми Осамнаесте династије, су отворени за спор због неизвесности око околности бележења хелијакалног успона Сотиса у време владавине Аменхотепа I. Папирус из периода владавине Аменхотепа I бележи ово астрономско запажање које би се теоретски могло користити за савршену корелацију египатске хронологије са модерним календаром; међутим, да би се то урадило, мора се знати и географска ширина на којој је обављено посматрање.
Дужина владавине Тутмоса III је позната захваљујући информацијама пронађеним у гробници војног команданта Аменемеб-Махуа. Аменемеб-Маху бележи смрт Тутмоса III до 54. године владавине свог господара, 30. дана трећег месеца Перета. Познато је да је дан када је Тутмос III ступио на власт, четврти дан I Шему, а астрономска посматрања могу се користити за утврђивање тачних датума почетка и краја краљеве владавине (под претпоставком ниже хронологије) од 28. априла 1479. п. н. е. до 11. марта 1425. п. н. е.